# Il Matitone
Il Matitone est un gratte-ciel de 108,5 mètres de hauteur construit à Gênes en Italie en 1992. 
Il abrite des bureaux sur 26 étages.
L'immeuble qui a la forme d'un octogone pour ressembler aux clochers colorés de la ville, a été conçu par l'agence d'architecture américaine SOM et par les architectes italiens Mario Lanata et Andrea Messina.